# Bandai
Bandai Co., Ltd. (株式会社バンダイ Kabushiki-gaisha Bandai) (phát âm là Band-Eye) là một công ty sản xuất đồ chơi của Nhật Bản, cũng như sản xuất một số lượng lớn kit nhựa mô hình. Là công ty sản xuất đồ chơi lớn thứ 3 thế giới. Một số nhóm công ty ex-Bandai sản xuất anime và chương trình tokusatsu.
Sau khi sáp nhập với các trò chơi phát triển và vui chơi bị nhà điều hành Namco, Bandai Công ty TNHH bây giờ dưới sự quản lý của  Namco Bandai Holdings Inc. Sau khi nhóm reorganisation, trong năm 2006, Bandai đứng đầu của nhóm Đồ chơi và Hobby đơn vị chiến lược kinh doanh (SBU).

## Games sản xuất/phát hành bởi Bandai
Arcadia 2001
- Doraemon
- Dr. Slump
- Mobile Soldier Gundam
- Super Dimension Fortress Macross

Microsoft Windows
- Digimon RPG

Playdia
- Bishoujo Senshi Sailor Moon S Quiz Taiketsu! Sailor Power Kesshuu
- Bishoujo Senshi Sailor Moon SuperS Sailor Moon to Hiragana Lesson!
- Bishoujo Senshi Sailormoon SS Sailor Moon to Hajimete no Eigo
- Bishoujo Senshi Sailormoon SS Youkoso! Sailor Youchien

3DO
- Bishoujo Senshi Sailor Moon S

Sega Game Gear
- Bishoujo Senshi Sailor Moon S

Game Boy
- Welcome Nakayoshi Park

NES
- Athletic World
- Bandai Golf: Challenge Pebble Beach
- Chubby Cherub
- Dick Tracy
- Dig Dug II[1] (The NES version of Dig Dug I was only released in Japan, until the Wii Virtual Console release in the US in tháng 6 năm 2008.)
- Dr. Jekyll and Mr. Hyde
- Dragon Power
- Dragon Spirit
- Dynowarz
- Frankenstein: The Monster Returns
- Galaga
- Gilligan's Island
- Legends of the Diamond (Typo on the top label states Legends of the Daimond [sic])
- Monster Party
- M.U.S.C.L.E. (video game)
- Ninja Kid
- The Rocketeer
- Shooting Range
- Stadium Events (Later pulled from shelves and retooled as 'World Class Track Meet')
- Street Cop
- Super Team Games
- Toxic Crusaders
- World Class Track Meet
- Xevious

SNES
- Bishoujo Senshi Sailor Moon S Kurukkurin
- Bishoujo Senshi Sailor Moon S Kondowa Puzzle de Oshioikiyo!
- Bishoujo Senshi Sailor Moon SuperS Fuwa Fuwa Panic
- Bishoujo Senshi Sailor Moon Sailor Stars Fuwa Fuwa Panic 2
- Panic in Nakayoshi World

PlayStation
- Digimon World
- Digimon World 2
- Digimon World 3
- Digimon Rumble Arena
- Kids Station: Bishoujo Senshi Sailor Moon World Chibiusa to tanoshii mainichi
- Scooby-Doo Arcade
- From TV Animation: One Piece Grand Battle!2

PlayStation 2
- .hack
- D.I.C.E.
- Eureka Seven vol.1: New Wave
- The Fast and the Furious (Published as Namco Bandai Games and distributed by Universal Interactive)
- InuYasha: Feudal Combat
- Mobile Suit Gundam: Encounters in Space
- Mobile Suit Gundam: Federation vs. Zeon
- Mobile Suit Gundam: Journery to Jaburo
- Mobile Suit Gundam Seed: Never Ending Tomorrow
- Mobile Suit Gundam: Zeonic Front
- Mobile Suit Gundam: Gundam vs. Zeta Gundam
- MS Saga: A New Dawn
- One Piece: Grand Adventure
- One Piece Grand Battle!
- Zatch Bell! Mamodo Battles
- Zatch Bell! Mamodo Fury
- Scooby-Doo Adventure
- Space Sheriff Spirits

Nintendo GameCube
- Chibi-Robo! (in Japan)
- One Piece: Grand Adventure
- One Piece Grand Battle!
- Zatch Bell! Mamodo Battles
- Zatch Bell! Mamodo Fury

Wii
- One Piece: Unlimited Adventure

Virtual reality
- Tamagotchi Connection

Xbox 360
- Zegapain XOR
- Zegapain NOT

Smartphone game
Sword Art Online Memory Defrag
Game Boy Advance
- Zatch Bell! Electric Arena

Đấu Sĩ LBX Little. Battlers. eXperience
Data Carddass
- Aikatsu!
- Aikatsu Stars!
- Aikatsu Friends!
- Aikatsu on Parade!
- Aikatsu Planet!

Danh sách này không đầy đủ, bạn cũng có thể giúp mở rộng danh sách.